# La Chaux (Svizzera)
La Chaux (ufficialmente La Chaux (Cossonay), fino al 1953 La Chaux VD; toponimo francese) è un comune svizzero di 422 abitanti del Canton Vaud, nel distretto di Morges.

## Monumenti e luoghi d'interesse

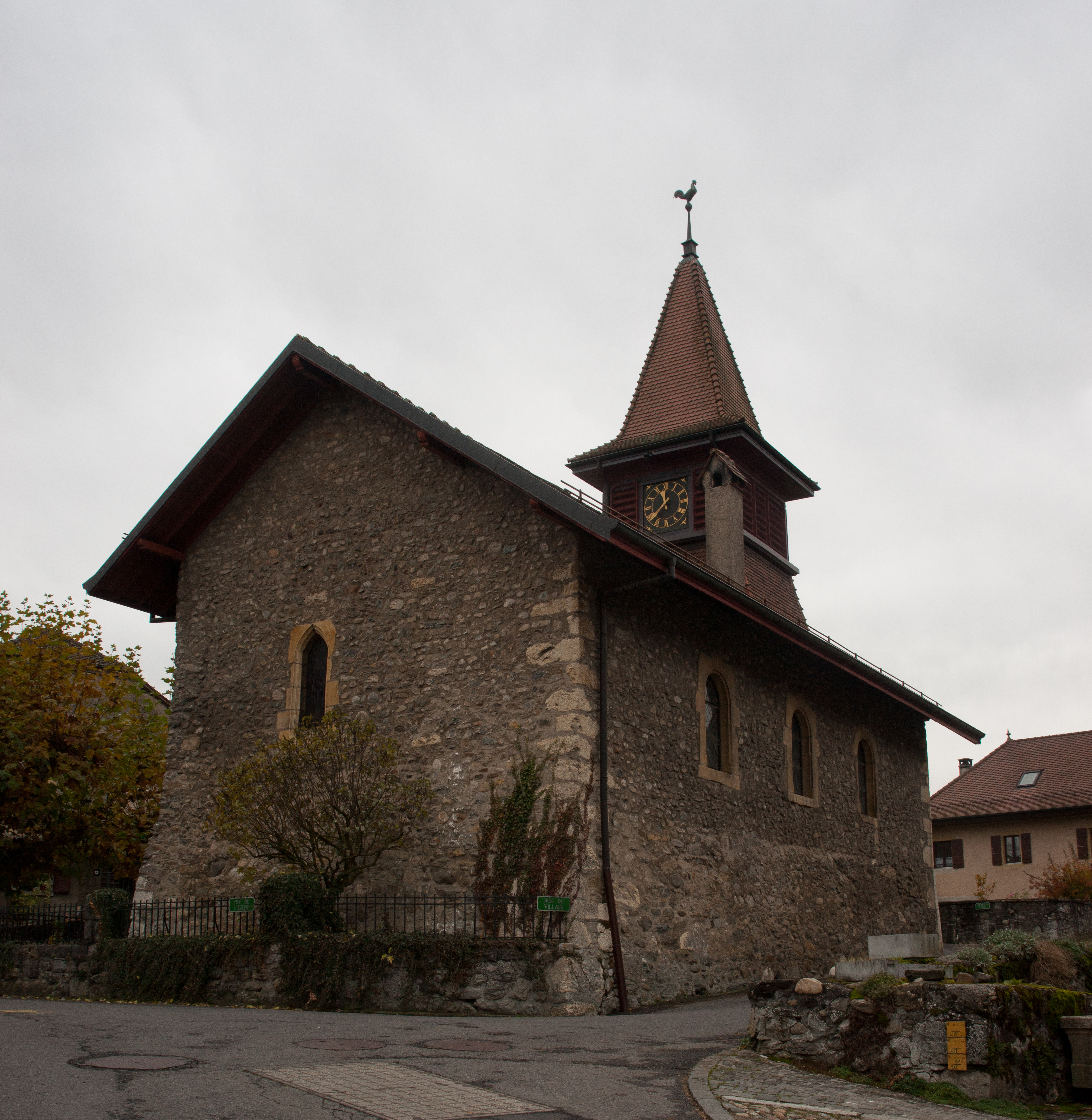
La chiesa di San Michele

- Chiesa riformata di San Michele, eretta nel XV secolo e ricostruita nel 1613 e nel 1781[1].

## Società

### Evoluzione demografica
L'evoluzione demografica è riportata nella seguente tabella:
Abitanti censiti

## Amministrazione
Ogni famiglia originaria del luogo fa parte del cosiddetto comune patriziale e ha la responsabilità della manutenzione di ogni bene ricadente all'interno dei confini del comune.